# Alt Rosenthal
Alt Rosenthal ist ein Ort im Landkreis Märkisch-Oderland in Brandenburg und gehört seit dem 26. Oktober 2003 zur Gemeinde Vierlinden. Alt Rosenthal besteht aus den bewohnten Gemeindeteilen Alt Rosenthal und Alt Rosenthal Vorwerk. Zusammengeschlossen mit vier weiteren Gemeinden werden die Amtsgeschäfte durch das Amt Seelow-Land getätigt. Alt Rosenthal liegt an der Bahnstrecke Berlin–Küstrin-Kietz Grenze.

## Geschichte
1325 wird der Ort als Rosintal erstmals urkundlich erwähnt.
Am 1. Januar 1962 wurde Alt Rosenthal nach Worin eingemeindet. Worin gehört zusammen mit Alt Rosenthal und Görlsdorf seit dem 26. Oktober 2003 zur Gemeinde Vierlinden.

### Einwohnerentwicklung
| Jahr          | 1875 | 1890 | 1910 | 1925 | 1933 | 1946 | 2006 |
| Einwohnerzahl | 175  | 175  | 189  | 234  | 186  | 358  | 97   |

## Kultur und Sehenswürdigkeiten

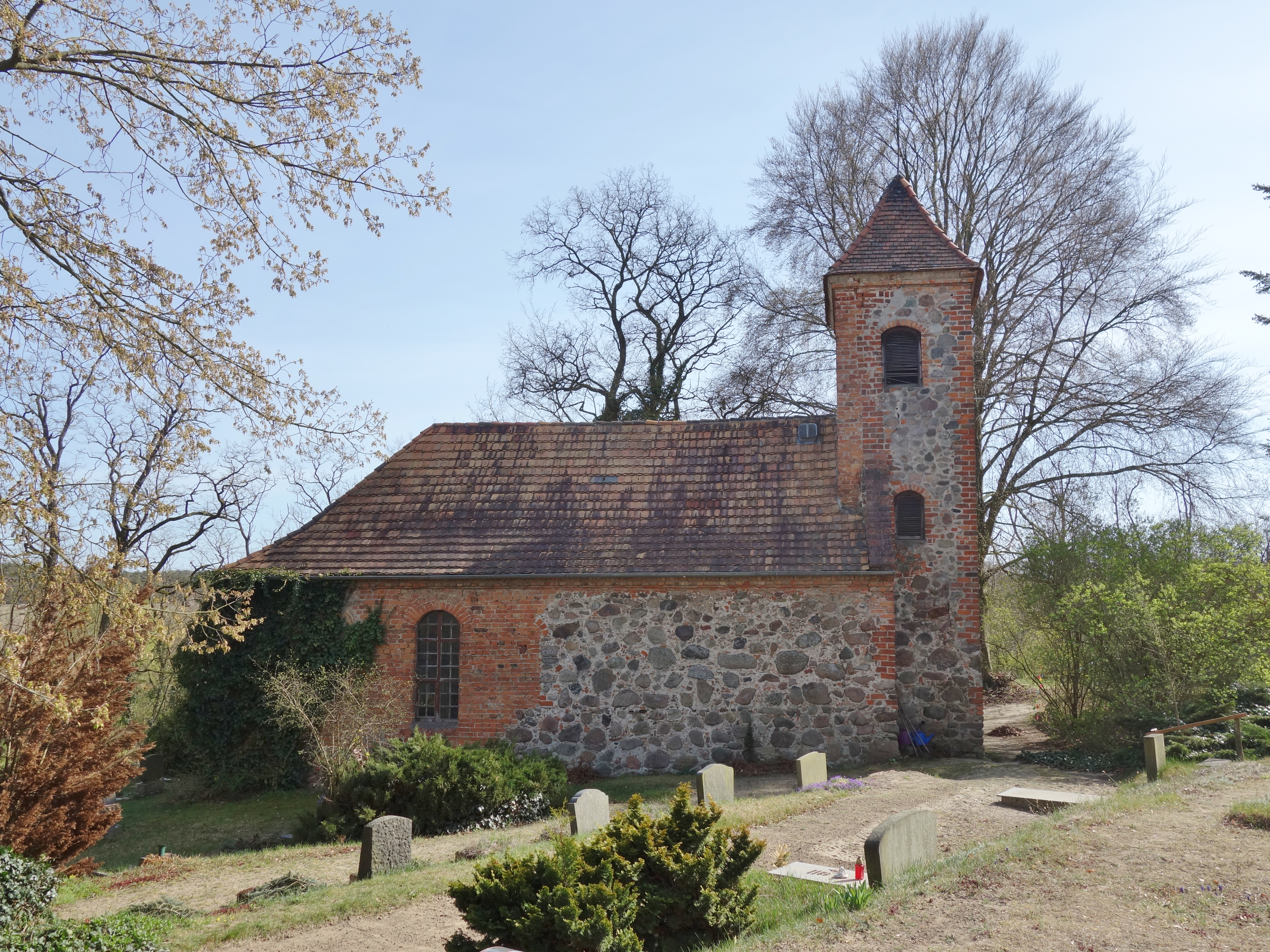
Dorfkirche von Alt-Rosenthal.

In der Liste der Baudenkmale in Vierlinden stehen die in der Denkmalliste des Landes Brandenburg eingetragenen Baudenkmale des Ortes Alt Rosenthal. Dazu gehören:
- die Dorfkirche Alt Rosenthal, ein Feldsteinbau aus dem 17. Jahrhundert

## Persönlichkeiten
In Alt Rosenthal-Vorwerk bewohnte der Schriftsteller Ulrich Plenzdorf (1934–2007) bis zu seinem Tod während eines Teils des Jahres ein Landhaus. Ebenso wohnt dessen langjähriger Freund, der aus Thüringen stammende Schriftsteller Martin Stade, in Alt Rosenthal. Auch der Schriftsteller Klaus Schlesinger (1937–2001) hatte dort gemeinsam mit seiner damaligen Frau Bettina Wegner ein Haus.